# Greenock Morton Football Club
El Greenock Morton Football Club és un club de futbol escocès de la ciutat de Greenock.

## Història
El club va néixer com a Morton Football Club el 1874, essent re anomenat Greenock Morton FC el 1994. Fou membre fundador de la Second Division, la temporada 1893-94. Fou campió de copa la temporada 1921-22.

## Palmarès
- Copa escocesa de futbol: 
  - 1921-22

- Primera divisió escocesa de futbol (segona categoria): 
  - 1949-50, 1963-64, 1966-67, 1977-78, 1983-84, 1986-87

- Segona divisió escocesa de futbol (tercera categoria): 
  - 1994-95, 2006-07, 2014-15

- Tercera divisió escocesa de futbol (quarta categoria): 
  - 2002-03

- Great War Shield:[6]
  - 1914-15

- SPFL Development League West:
  - Champions: 2015-16[7]

## Futbolistes destacats
Futbolistes del Morton inclosos a l'Scottish Football Hall of Fame.
- Joe Jordan (2005)[8]
- Jimmy Cowan (2007)[9]